# Follow the Light
Follow the Light es el tercer álbum de estudio de la artista sueca de synth-pop Molly Nilsson, editado en 2010.

## Antecedentes
Respecto a Follow the Light, Molly Nilsson dijo que estaba "un poco desilusionada y confundida acerca de lo que [ella] iba a hacer" después de que su álbum anterior Europa de 2009, no se vendiera tan bien como se esperaba. En 2022, Nilsson recordó con cariño el álbum y dijo: "Soy muy crítico con casi todo lo que hago, pero cuando miro hacia atrás en ese álbum, creo que es muy divertido. No creo que haya uno mala canción ahí". La memoria es un tema central en Follow the Light, específicamente en las canciones "The Closest We Ever Get to Heaven" y "I'm Still Wearing His Jacket".

## Lanzamiento
Follow the Light fue originalmente editado en CD el 7 de junio de 2010 a través del sello Dark Skies Association de Molly Nilsson. Después de asociarse con el sello Night School Records, el álbum fue editado en CD y lanzado en vinilo en enero de 2017. Más tarde fue editado como descarga digital el 3 de febrero de 2017. Una segunda edición en disco de vinilo fue editada el 23 de febrero de 2019.

## Crítica
El sitio web Allmusic señaló que: "lanzado en 2010, Follow the Light es aún mejor [que los álbumes antecesores]. Parece que ella mejoró un poco su equipo, haciendo que el sonido sea más amplio y completo. Las canciones están más ajustadas y son emocionalmente más desgarradoras, más estrictas. Y su voz es más segura y poderosa", y resaltando que: "[Molly] Nilsson seguiría en la actualización de su sonido aún más para terminar obteniendo un sonido más pulido con el paso del tiempo; Follow the Light es un lugar de inicio encantador para cualquier persona que quiera escuchar el momento en que comenzó a juntar todos los elementos de su sonido".
En un reseña positiva Robin Smith llamó a Follow the Light un "deleite escucharlo" y elogió su cohesión musical. En otra reseña positiva, Tim Sendra de AllMusic consideró que el álbum "documento maravillosamente íntimo del arte outsider", al tiempo que elogia las letras únicas y la evolución musical de Nilsson en comparación con trabajos anteriores.

## Lista de canciones
Todas las canciones escritas y compuestas por Molly Nilsson. 
| Lado A |                                        |          |  |
| N.º    | Título                                 | Duración |  |
| 1.     | «The Closest We'll Ever Get To Heaven» |          |  |
| 2.     | «Meanwhile In Berlin»                  |          |  |
| 3.     | «Never O'Clock»                        |          |  |
| 4.     | «Last Forever»                         |          |  |

| Lado B |                                             |          |  |
| N.º    | Título                                      | Duración |  |
| 5.     | «Truth»                                     |          |  |
| 6.     | «I Hope You Sleep At Night»                 |          |  |
| 7.     | «I'm Still Wearing His Jacket»              |          |  |
| 8.     | «Hello Loneliness»                          |          |  |
| 9.     | «A Song They Won't Be Playing On The Radio» |          |  |

## Créditos
- Molly Nilsson: sintetizadores, voz, composición, arreglos y producción.